# Parti communiste-ouvrier d'Iran
Le Parti communiste-ouvrier d'Iran (en persan : ﺣﺰﺏ ﻛﻤﻮﻧﻴﺴﺖ ﻛﺎﺭگری ﺍﻳﺮﺍﻥ, Hezb-e Kommunist-e Kārgari-ye Irān) est un parti politique iranien fondé le 30 novembre 1991 par Iraj Azarin, Mansoor Hekmat, Koorosh Modarresi et Reza Mokaddam se réclamant des idées marxistes de Mansoor Hekmat. Son dirigeant actuel est Hamid Taqvaee. Les autres membres éminents du parti sont Mostafa Saber, Mina Ahadi, Azar Majedi (en) et Maryam Namazie.

## Histoire

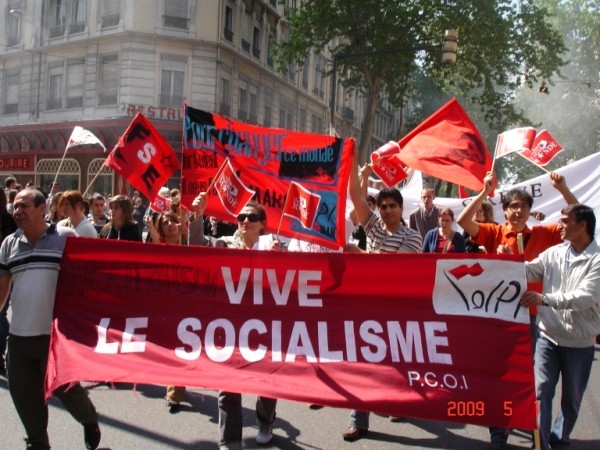
Banderole du Parti communiste-ouvrier d'Iran, 1 mai 2009 à Lyon (France).

Le Parti communiste-ouvrier d'Iran est né en 1991 d'une scission du Parti communiste d'Iran, après avoir existé sous la forme d'une fraction au sein de celui-ci, formée en juin 1990. En 1993 est fondée une organisation-sœur, le Parti communiste-ouvrier d'Irak. En 1994, il se dote d'un programme rédigé par Mansoor Hekmat, sous le titre « Un monde meilleur ».
Plusieurs partis se sont détachés du Parti communiste-ouvrier d'Iran : l'Union socialiste des travailleurs fondée par Iraj Azarin et Reza Moghadam (1999), le Parti communiste-ouvrier d'Iran - Hekmatiste fondé par Koorosh Modaresi (2004) et le Parti de l'unité communiste-ouvrière, fondé par Azar Majedi et Ali Javadi (2007). La scission de 2004 entraine celle du parti irakien et la fondation d'une nouvelle organisation-sœur, le Parti communiste-ouvrier de gauche en Irak. Plusieurs dirigeants sont membres des deux comités centraux, assurant le lien entre les organisations.

## Implantation

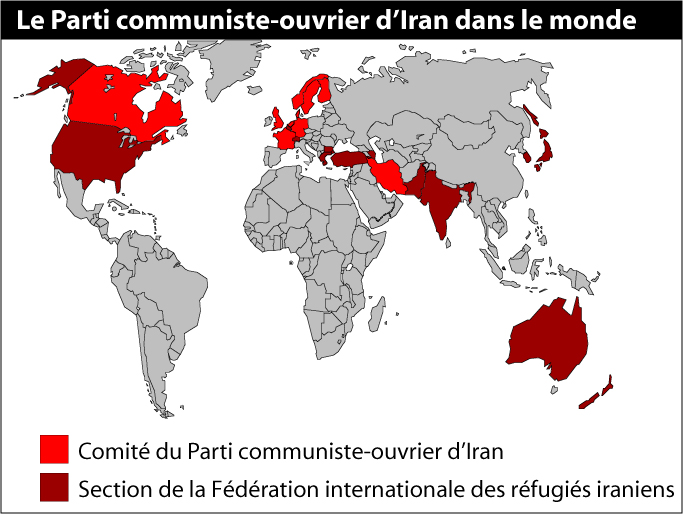

Interdit en Iran, où son organisation est clandestine, le Parti communiste-ouvrier d'Iran est également présent dans la diaspora iranienne. Il dispose officiellement de comités en Allemagne, en Angleterre, au Canada, au Danemark, en Finlande, en France, en Norvège, aux Pays-Bas et en Suède. L'Organisation de la jeunesse communiste est étroitement associée au parti. Un rapport du ministère fédéral de l'intérieur considère que 250 membres du parti vivaient en Allemagne en 2004. La même année, son ancien président Koorosh Modaresi évoque un chiffre total de 5000 membres, dont la moitié aurait rejoint le Parti Hekmatiste.
Plusieurs ONG lui sont liées, notamment :
- l'Organisation contre la discrimination des femmes en Iran[13], basée en Suède et présidée par Mahin Alipour.
- la Société laïque Iranienne[14], basée en Grande-Bretagne et présidée par Fariborz Pooya.
- le Comité international contre les exécutions[15], basé en Suède, qui mène des campagnes contre la peine de mort en Iran.
- le Comité international contre les lapidations[16], qui bénéficie notamment du soutien du journaliste allemand Günter Wallraff.
- la Fédération internationale des réfugiés iraniens[17], basée en Suède, présente dans quinze pays et dirigée par Abdolah Assadi.

## Action

### Le comité international contre la lapidation
Le comité international contre la lapidation, coordonné par Mina Ahadi, membre du bureau politique du Parti communiste-ouvrier d'Iran, a pris part à a campagne de défense de la nigériane Amina Lawal en 2003.

### Défense deSakineh Mohammadi Ashtiani
Le Parti communiste-ouvrier d'Iran joue un rôle moteur dans la mobilisation internationale pour défendre Sakineh Mohammadi Ashtiani, condamnée à mort par lapidation en Iran. Le 18 septembre 2010, le PCOI a organisé des rassemblements de soutien à Sakineh, notamment à Besançon, Brême, Francfort, Hambourg, Göteborg, Malmö, Stockholm, Vienne, Amsterdam, Oslo, Mississauga, Orebro et Vancouver.

### Isoler le régime Iranien
Depuis les manifestations de juin 2009, la ligne politique du Parti communiste-ouvrier d'Iran consiste à isoler le régime iranien à l'échelle internationale et à se positionner comme l'alternative à ce régime.
En septembre 2009, puis en septembre 2010, le PCOI a participé aux manifestations contre la présence d'Ahmadinejad à la tribune de l'ONU, notant lors de la seconde manifestation la disparition des drapeaux verts des partisans de Mousavi, très présents lors de la première.

### Contre la présence de la république islamique à l'Organisation internationale du travail
Chaque année, le parti communiste-ouvrier d'Iran mène une action de protestation contre la présence de représentants de la république islamique d'Iran à l’Organisation internationale du travail. Des militants pénètrent dans la salle où se réunit l'assemblée, montent à la tribune et brandissent des banderoles portant les photographies de militants ouvriers emprisonnés en Iran. Ils réclament que l'Iran soit exclu de l'OIT. Malgré des mesures de sécurité renforcées, à l'ouverture de la 100e session le 1er juin 2011 à Genève, un militant du parti communiste-ouvrier d'Iran est parvenu à rentrer.

## Médias
Le Parti communiste-ouvrier d'Iran a disposé à plusieurs reprises de stations de radios. À partir de 1996, il émet sur ondes courtes Voice of the Worker-Communist party of Iran. Puis, à partir de 1999, Radio International a émis depuis la Russie, la Norvège puis les États-Unis d'Amérique, avec un programme animé par Ali Javadi. Enfin, en 2002-2003, la radio prend le nom de Bopeshawa (« en avant »), identique à celui du journal du parti.
La communication est un enjeu majeur pour le parti communiste-ouvrier d'Iran, du point de vue pratique, parce que la clandestinité en Iran  limitent les rencontres directes et les apparitions publiques. Aujourd'hui, comme la plupart des partis d'opposition en Iran, la télévision par satellite est le principal média. Le Parti communiste-ouvrier d'Iran dispose de New Channel TV, présentée par Maryam Namazie, Fariboorz Pooya et Patty DeBonitas, qui émet 24h sur 24.

## Répression
En mars 2010, Jamal Saberi (de son vrai nom, Jalal Ahmadzade-Noue), militant du Parti communiste-ouvrier d'Iran exilé au Japon depuis 1990, a été emprisonné, risquant la déportation en Iran, où il risquait la condamnation à mort. Une campagne internationale a été lancée pour le défendre. Une première campagne avait permis d'empêcher son expulsion en 1993, mais il n'a jamais officiellement reçu le statut de réfugié.

## Hamid Taqvaee
Hamid Taqvaee (né en 1949) est un communiste iranien. Après des études en Grande-Bretagne, il est retourné en Iran en 1978 pour prendre part à la révolution contre le Shah. Il a participé, avec Mansoor Hekmat, à la création de l'Union des combattants communistes, puis en 1983, à celle du Parti communiste d'Iran et enfin, en 1991, à celle du Parti communiste-ouvrier d'Iran, dont il est depuis 2003 le leader et le secrétaire du comité central.